# ليني سولومون
ليني سولومون هو ملحن كندي، ولد في 28 سبتمبر 1952 في تورونتو في كندا.

## وصلات خارجية
- ليني سولومون على موقع ميوزك برينز (الإنجليزية)
- ليني سولومون على موقع أول ميوزيك (الإنجليزية)
- ليني سولومون على موقع ديسكوغز (الإنجليزية)